# Голдберг, Сара
Са́ра Го́лдберг (англ. Sarah Goldberg; род. 31 мая 1985, Ванкувер, Британская Колумбия, Канада) — канадская актриса. Наиболее известна по роли Бетси/Линдси в постановке пьесы «Клайборн парк» театра «Ройал-Корт», за которую она была номинирована на премию Лоуренса Оливье (2011).

## Жизнь и карьера
Голдберг родилась в еврейской семье. Она исполнила роль Элисон Портер в возрождении офф-бродвейской пьесы Сэма Голда «Оглянись во гневе» вместе с Адамом Драйвером и Мэттью Ризом. Среди её других ролей в театре числятся поставки «Апология», «Шесть степеней отчуждения», «Великий бог Пан».
В феврале 2016 года было объявлено, что Голдберг присоединилась к актёрскому составу телесериала «Барри» Билла Хейдера на телеканале HBO.

## Фильмография

### Кино
| Год  | Название на русском                | Оригинальное название          | Роль                 | Примечания       |
| ---- | ---------------------------------- | ------------------------------ | -------------------- | ---------------- |
| 2008 | Сборище любителей                  | A Bunch of Amateurs            | девушка в кино       |                  |
| 2012 | Тёмный рыцарь: Возрождение легенды | The Dark Knight Rises          | аналитик № 1         |                  |
| 2012 | Гамбит                             | Gambit                         | администратор Уилсон |                  |
| 2014 | Дрифтеры                           | Drifters                       | Клара Норрис         | короткометражный |
| 2016 | Лючия, до и после                  | Lucia, Before and After        | Лючия Дзидек         | короткометражный |
| 2017 | Краун-Хайтс                        | Crown Heights                  | Ширли Робеди         |                  |
| 2017 | Иззи прётся через город            | Izzy Gets the Fuck Across Town | Уитни                |                  |
| 2017 | Луна в бикини                      | Bikini Moon                    | Кейт                 |                  |
| 2018 | Игры для девочек                   | Games for Girls                | Эсс                  | короткометражный |
| 2018 | Операция «Колибри»                 | The Hummingbird Project        | Маша                 |                  |
| 2019 | Отчёт о пытках                     | The Report                     | Эйприл               |                  |
| 2020 | Ночной дом                         | The Night House                | Клэр                 |                  |

### Телевидение
| Год         | Название на русском     | Оригинальное название | Роль            | Примечания                         |
| ----------- | ----------------------- | --------------------- | --------------- | ---------------------------------- |
| 2010        | Сердце всякого человека | Any Human Heart       | мисс Катц       | Эпизод: «Episode #1.3»             |
| 2014        | Элементарно             | Elementary            | мисс Трупенни   | Эпизод: «The One Percent Solution» |
| 2014        | Чёрный ящик             | Black Box             | Флоренс Хаггинс | Эпизод: «I Shall Be Released»      |
| 2015        | Взгляд в прошлое        | Hindsight             | Лолли           | Главная роль                       |
| 2018 — 2023 | Барри                   | Barry                 | Салли Рид       | Главная роль                       |

## Награды и номинации
| Год  | Награда                      | Категория                                             | Работа         | Результат |
| ---- | ---------------------------- | ----------------------------------------------------- | -------------- | --------- |
| 2011 | Премия Лоренса Оливье        | Лучшая женская роль второго плана                     | Clybourne Park | Номинация |
| 2019 | Премия гильдии актёров       | Лучший актёрский состав в комедийном сериале          | «Барри»        | Номинация |
| 2019 | Прайм-таймовая премия «Эмми» | Лучшая актриса второго плана в комедийном телесериале | «Барри»        | Номинация |